# Llibreria Cinc d'Oros
La Llibreria Cinc d'Oros va ser un establiment situat a l'avinguda Diagonal, 462 de Barcelona, prop de la cruïlla amb el passeig de Gràcia (plaça del Cinc d'Oros), coneguda durant el franquisme com a plaza de la Victoria.

## Història
Va ser fundada el 1969 per Jaume Farràs i Carmen Aizpitarte i dirigida durant molts anys per Pablo Bordonaba. Hi venien llibres prohibits, a risc del tancament del local, a aquells que reconeixien com a opositors. El 24 de novembre del 1971, un grup de feixistes va llançar còctels molotov a l'aparador (en aquell moment dedicat a Pau Casals, Pablo Picasso i Pablo Neruda) i l'incendi va provocar greus danys a l'establiment, però els llibreters van decidir mantenir el rètol cremat com a denúncia permanent dels atacs ultres. Aquest atac seria només el primer d'una sèrie que vindria contra llibreries i mitjans de comunicació que gosaven desafiar el règim. Després de la mort de Franco, va continuar essent una llibreria innovadora fins que el 2002 va plegar per problemes derivats del preu del lloguer.